# Liste der Kulturdenkmale im Kreis Schleswig-Flensburg
In der Liste der Kulturdenkmale im Kreis Schleswig-Flensburg sind die Kulturdenkmale im schleswig-holsteinischen Kreis Schleswig-Flensburg aufgelistet. 
Grundlage der Einzellisten sind die in den jeweiligen Listen angegebenen Quellen. Die Angaben in den einzelnen Listen ersetzen nicht die rechtsverbindliche Auskunft der zuständigen Denkmalschutzbehörde. Die erforderlichen Denkmaleigenschaften werden im Denkmalschutzgesetz von Schleswig-Holstein festgeschrieben.
Die Bodendenkmale sind in der Liste der Bodendenkmale im Kreis Schleswig-Flensburg erfasst.

## Aufteilung
Wegen der großen Anzahl von Kulturdenkmalen im Kreis Schleswig-Flensburg ist diese Liste in Teillisten aufgeteilt und alphabetisch sortiert nach den Städten und Gemeinden des Kreises.
| Gemeinde/ Stadt      | Kulturdenkmalliste                                             | Wappen | Lage | Bild eines Kulturdenkmals |
| -------------------- | -------------------------------------------------------------- | ------ | ---- | ------------------------- |
| Ahneby               | Liste der Kulturdenkmale in Ahneby                             |        |      |                           |
| Arnis                | Liste der Kulturdenkmale in Arnis                              |        |      |                           |
| Bergenhusen          | Liste der Kulturdenkmale in Bergenhusen                        |        |      |                           |
| Böel                 | Liste der Kulturdenkmale in Böel                               |        |      |                           |
| Böklund              | Liste der Kulturdenkmale in Böklund                            |        |      |                           |
| Bollingstedt         | Liste der Kulturdenkmale in Bollingstedt                       |        |      |                           |
| Boren                | Liste der Kulturdenkmale in Boren                              |        |      |                           |
| Börm                 | Liste der Kulturdenkmale in Börm                               |        |      |                           |
| Brodersby-Goltoft    | Liste der Kulturdenkmale in Brodersby-Goltoft                  |        |      |                           |
| Busdorf              | Liste der Kulturdenkmale in Busdorf                            |        |      |                           |
| Dannewerk            | Liste der Kulturdenkmale in Dannewerk                          |        |      |                           |
| Dollerup             | Liste der Kulturdenkmale in Dollerup                           |        |      |                           |
| Eggebek              | Liste der Kulturdenkmale in Eggebek                            |        |      |                           |
| Ellingstedt          | Liste der Kulturdenkmale in Ellingstedt                        |        |      |                           |
| Erfde                | Liste der Kulturdenkmale in Erfde                              |        |      |                           |
| Esgrus               | Liste der Kulturdenkmale in Esgrus                             |        |      |                           |
| Fahrdorf             | Liste der Kulturdenkmale in Fahrdorf                           |        |      |                           |
| Freienwill           | Liste der Kulturdenkmale in Freienwill                         |        |      |                           |
| Gelting              | Liste der Kulturdenkmale in Gelting                            |        |      |                           |
| Geltorf              | Liste der Kulturdenkmale in Geltorf                            |        |      |                           |
| Glücksburg (Ostsee)  | Liste der Kulturdenkmale in Glücksburg (Ostsee)                |        |      |                           |
| Grödersby            | Liste der Kulturdenkmale in Grödersby                          |        |      |                           |
| Großenwiehe          | Liste der Kulturdenkmale in Großenwiehe                        |        |      |                           |
| Großsolt             | Liste der Kulturdenkmale in Großsolt                           |        |      |                           |
| Grundhof             | Liste der Kulturdenkmale in Grundhof                           |        |      |                           |
| Handewitt            | Liste der Kulturdenkmale in Handewitt                          |        |      |                           |
| Harrislee            | Liste der Kulturdenkmale in Harrislee                          |        |      |                           |
| Hasselberg           | Liste der Kulturdenkmale in Hasselberg                         |        |      |                           |
| Havetoft             | Liste der Kulturdenkmale in Havetoft                           |        |      |                           |
| Hollingstedt         | Liste der Kulturdenkmale in Hollingstedt (Treene)              |        |      |                           |
| Holt                 | Liste der Kulturdenkmale in Holt (Schleswig)                   |        |      |                           |
| Hürup                | Liste der Kulturdenkmale in Hürup                              |        |      |                           |
| Husby                | Liste der Kulturdenkmale in Husby                              |        |      |                           |
| Idstedt              | Liste der Kulturdenkmale in Idstedt                            |        |      |                           |
| Jagel                | Liste der Kulturdenkmale in Jagel                              |        |      |                           |
| Jörl                 | Liste der Kulturdenkmale in Jörl                               |        |      |                           |
| Jübek                | Liste der Kulturdenkmale in Jübek                              |        |      |                           |
| Kappeln              | Liste der Kulturdenkmale in Kappeln                            |        |      |                           |
| Kronsgaard           | Liste der Kulturdenkmale in Kronsgaard                         |        |      |                           |
| Kropp                | Liste der Kulturdenkmale in Kropp                              |        |      |                           |
| Langballig           | Liste der Kulturdenkmale in Langballig                         |        |      |                           |
| Langstedt            | Liste der Kulturdenkmale in Langstedt                          |        |      |                           |
| Lindewitt            | Liste der Kulturdenkmale in Lindewitt                          |        |      |                           |
| Loit                 | Liste der Kulturdenkmale in Loit                               |        |      |                           |
| Lürschau             | Liste der Kulturdenkmale in Lürschau                           |        |      |                           |
| Maasholm             | Liste der Kulturdenkmale in Maasholm                           |        |      |                           |
| Medelby              | Liste der Kulturdenkmale in Medelby                            |        |      |                           |
| Meggerdorf           | Liste der Kulturdenkmale in Meggerdorf                         |        |      |                           |
| Mittelangeln         | Liste der Kulturdenkmale in Mittelangeln                       |        |      |                           |
| Mohrkirch            | Liste der Kulturdenkmale in Mohrkirch                          |        |      |                           |
| Munkbrarup           | Liste der Kulturdenkmale in Munkbrarup                         |        |      |                           |
| Neuberend            | Liste der Kulturdenkmale in Neuberend                          |        |      |                           |
| Nieby                | Liste der Kulturdenkmale in Nieby                              |        |      |                           |
| Norderbrarup         | Liste der Kulturdenkmale in Norderbrarup                       |        |      |                           |
| Nordhackstedt        | Liste der Kulturdenkmale in Nordhackstedt                      |        |      |                           |
| Nottfeld             | Liste der Kulturdenkmale in Nottfeld                           |        |      |                           |
| Nübel                | Liste der Kulturdenkmale in Nübel                              |        |      |                           |
| Oersberg             | Liste der Kulturdenkmale in Oersberg                           |        |      |                           |
| Oeversee             | Liste der Kulturdenkmale in Oeversee                           |        |      |                           |
| Pommerby             | Liste der Kulturdenkmale in Pommerby                           |        |      |                           |
| Rabel                | Liste der Kulturdenkmale in Rabel                              |        |      |                           |
| Rabenholz            | Liste der Kulturdenkmale in Rabenholz                          |        |      |                           |
| Rabenkirchen-Faulück | Liste der Kulturdenkmale in Rabenkirchen-Faulück               |        |      |                           |
| Ringsberg            | Liste der Kulturdenkmale in Ringsberg                          |        |      |                           |
| Saustrup             | Liste der Kulturdenkmale in Saustrup                           |        |      |                           |
| Schaalby             | Liste der Kulturdenkmale in Schaalby                           |        |      |                           |
| Schafflund           | Liste der Kulturdenkmale in Schafflund                         |        |      |                           |
| Scheggerott          | Liste der Kulturdenkmale in Scheggerott                        |        |      |                           |
| Schleswig            | Liste der Kulturdenkmale in Schleswig                          |        |      |                           |
| Schnarup-Thumby      | Liste der Kulturdenkmale in Schnarup-Thumby                    |        |      |                           |
| Schuby               | Liste der Kulturdenkmale in Schuby                             |        |      |                           |
| Selk                 | Liste der Kulturdenkmale in Selk                               |        |      |                           |
| Sieverstedt          | Liste der Kulturdenkmale in Sieverstedt                        |        |      |                           |
| Sörup                | Liste der Kulturdenkmale in Sörup                              |        |      |                           |
| Stangheck            | Liste der Kulturdenkmale in Stangheck                          |        |      |                           |
| Stapel               | Liste der Kulturdenkmale in Stapel (Kreis Schleswig-Flensburg) |        |      |                           |
| Steinberg            | Liste der Kulturdenkmale in Steinberg (Schleswig)              |        |      |                           |
| Steinbergkirche      | Liste der Kulturdenkmale in Steinbergkirche                    |        |      |                           |
| Steinfeld            | Liste der Kulturdenkmale in Steinfeld (Schleswig)              |        |      |                           |
| Sterup               | Liste der Kulturdenkmale in Sterup                             |        |      |                           |
| Stoltebüll           | Liste der Kulturdenkmale in Stoltebüll                         |        |      |                           |
| Struxdorf            | Liste der Kulturdenkmale in Struxdorf                          |        |      |                           |
| Süderbrarup          | Liste der Kulturdenkmale in Süderbrarup                        |        |      |                           |
| Taarstedt            | Liste der Kulturdenkmale in Taarstedt                          |        |      |                           |
| Tetenhusen           | Liste der Kulturdenkmale in Tetenhusen                         |        |      |                           |
| Tolk                 | Liste der Kulturdenkmale in Tolk                               |        |      |                           |
| Treia                | Liste der Kulturdenkmale in Treia                              |        |      |                           |
| Twedt                | Liste der Kulturdenkmale in Twedt                              |        |      |                           |
| Uelsby               | Liste der Kulturdenkmale in Uelsby                             |        |      |                           |
| Ulsnis               | Liste der Kulturdenkmale in Ulsnis                             |        |      |                           |
| Wagersrott           | Liste der Kulturdenkmale in Wagersrott                         |        |      |                           |
| Wallsbüll            | Liste der Kulturdenkmale in Wallsbüll                          |        |      |                           |
| Wanderup             | Liste der Kulturdenkmale in Wanderup                           |        |      |                           |
| Weesby               | Liste der Kulturdenkmale in Weesby                             |        |      |                           |
| Westerholz           | Liste der Kulturdenkmale in Westerholz                         |        |      |                           |